# Alose hilsa
Tenualosa ilisha
Espèce
L'Alose hilsa (Tenualosa ilisha) ou Hilsa (bengali : ইলিশ ; Ilish) est une espèce de poissons tropicaux de la famille des Clupeidae, du genre Tenualosa.
Il vit sur les côtes de l'océan Indien et migre en eau douce pour se reproduire (migration anadrome). C'est un des symboles nationaux du Bangladesh, où il a une grande importance alimentaire, ainsi qu'en Inde et au Pakistan.

## Gastronomie

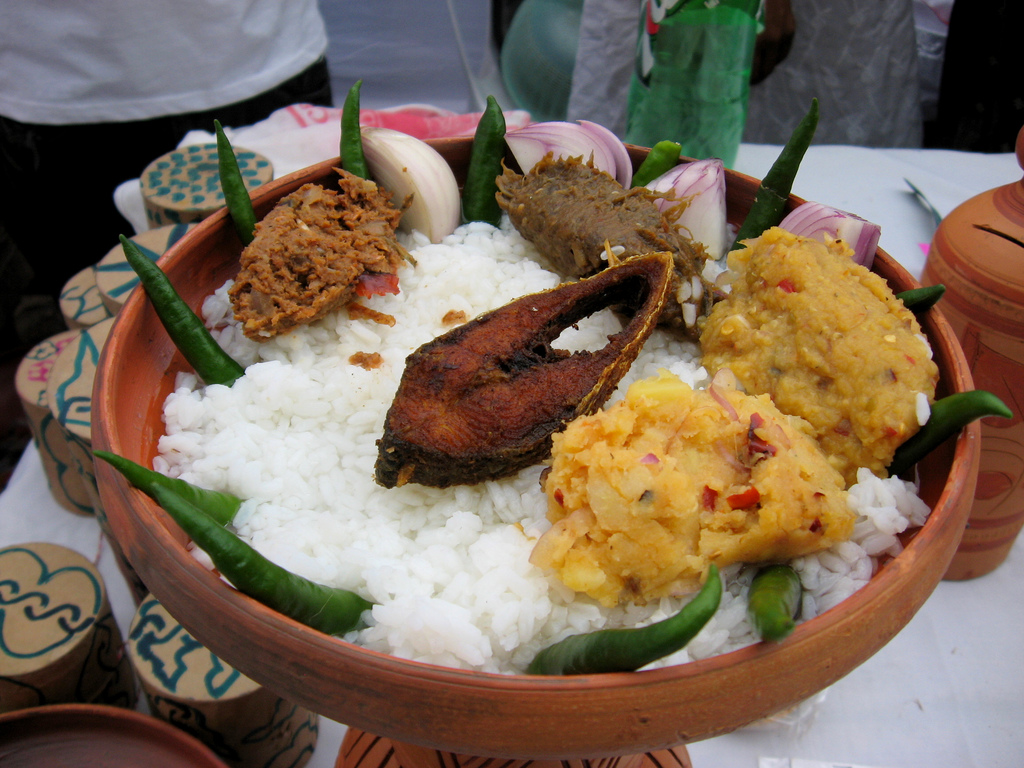
Le Hilsa entre dans la composition du Panta Ilish, un plat traditionnel du nouvel an bengali.

Le Hilsa est un poisson gras, riche en oméga-3.